# Brachypremna williamsoni
Brachypremna williamsoni är en tvåvingeart som beskrevs av Alexander 1912. Brachypremna williamsoni ingår i släktet Brachypremna och familjen storharkrankar. Inga underarter finns listade i Catalogue of Life.